# Talamasca
Talamasca, noto anche come DJ Lestat, pseudonimo di Cédric Dassulle (19 agosto 1974), è un disc jockey e produttore discografico francese di musica trance.
Originariamente Talamasca era un gruppo in collaborazione con i produttori Steve Eli e Javier De Galloy, ma in seguito diviene un vero e proprio progetto solista. Ha al suo attivo più di duecentocinquanta brani pubblicati su diversi album e compilation.

## Biografia
Cédric Dassulle ha suonato il pianoforte per più di tredici anni, prima di iniziare la carriera da DJ nel 1992.
È stato DJ nel 1995 e 1996 per il prestigioso "Rex Club" a Parigi. Influenzato in quel periodo dalla musica trance, ha iniziato a produrla egli stesso, finché nel 1996 ha incontrato i produttori house Steve Eli e Javier De Galloy, con cui fondò il progetto Talamasca. Questo nome, che significa in latino maschera animale, riprendeva quello di una società segreta descritta nei romanzi di Anne Rice.
Ha collaborato con molti altri artisti come Nomad, Oforia, Space Cat e Xerox. È anche cofondatore della Psychedelic Trance Label 3D Vision insieme con Christof Drouillet, DJ Mael e Javier De Galloy.
Nel 2005 ha creato a Parigi la Mind Control Records.

## Discografia

### Album
- 2000 - Beyond the Mask (in collaborazione con Dj Mael, Domestic, Moshe Kenan)
- 2001 - Musica Divinorum
- 2003 - Zodiac
- 2004 - Made In Trance
- 2007 - Obsessive Dream
- 2009 - ONE (in collaborazione con XSI)
- 2011 - Make Some Noise
- 2013 - Psychedelic Trance
- 2014 - Level 9
- 2015 - The Time Machine
- 2017 - A Brief History of Goa Trance
- 2018 - We Gonna Rock the World (in collaborazione con Ivan Castro)